# Satriano di Lucania
Satriano di Lucania (IPA: [satriˈanodiluˈkanja], anticamente Pietrafesa, IPA: [pjɛtrafeˈza]) è un comune italiano di 2 236 abitanti della provincia di Potenza in Basilicata.
Il borgo nato in epoca medievale come Pietrafixa, mutò in seguito il nome in Pietrafesa.  Nel 1887, l'Amministrazione Comunale deliberò il cambio del toponimo in Satriano, antica città lucana i cui ruderi sono situati poco distante, per rinsaldarne i legami storici. Fu aggiunto inoltre di Lucania, per distinguerla dai comuni omonimi e rafforzarne il significato geografico poiché appartenente alla storica regione della Lucania.
Nel 1988 fu definita la «capitale italiana dei murales»; nel centro cittadino, al 2019, erano presenti 410 murales,.

## Geografia fisica

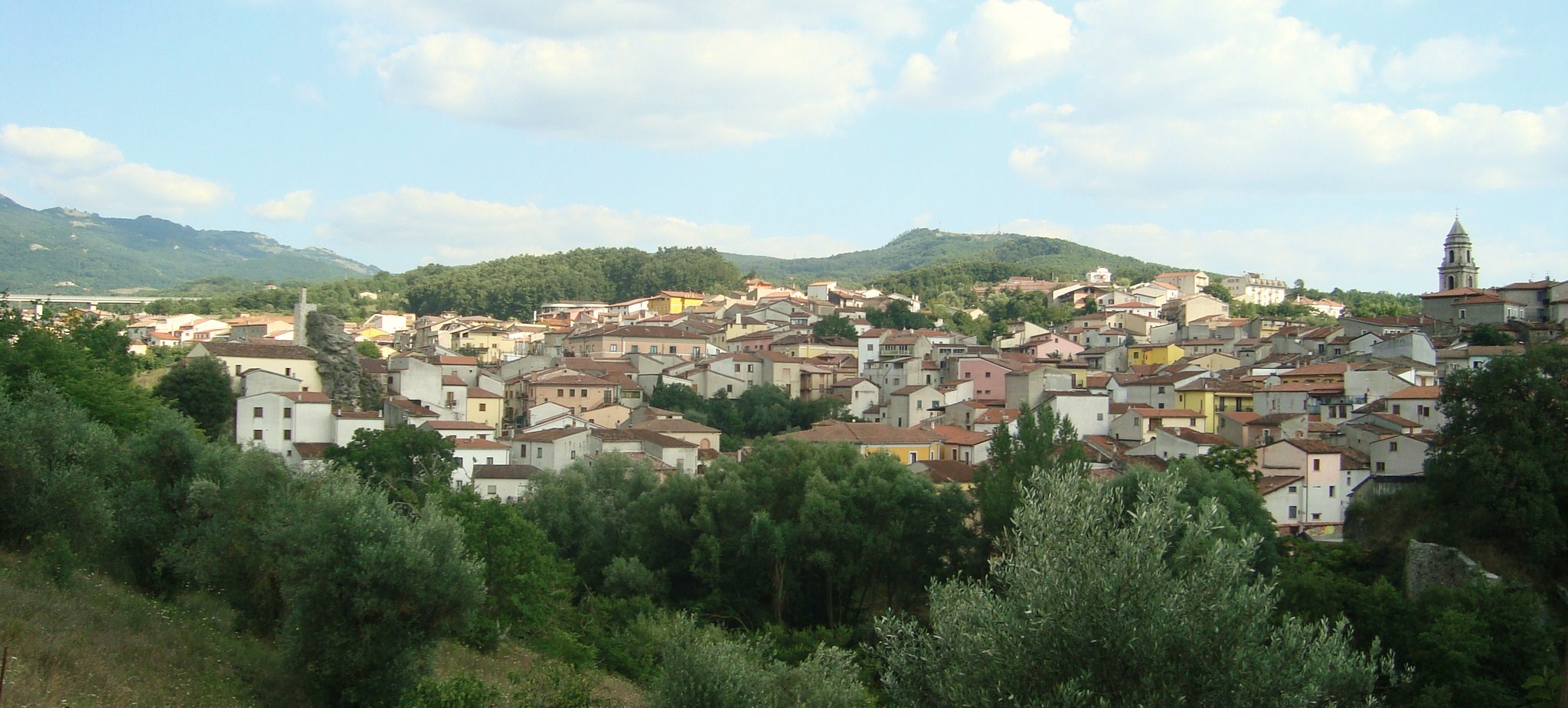
Panorama di Satriano di Lucania, nella valle del torrente Melandro.

Satriano si sviluppa sulle pendici e le faldi di tre rocce: il Castello, il Piesco e la Madonna della Rocca che sovrastano le rive del fiume Melandro. Di qui passava il tracciato dell'antica via Herculea, strada romana che fungeva da collegamento tra la via Traiana e la Pompilia, consentendo di raggiungere anche luoghi così interni ed aspri.

### Territorio
Il centro abitato si trova nell'Appennino Meridionale, nella valle del Melandro: è collegato al vallo di Diano tramite il valico verso Brienza, a Potenza tramite la valle del Basento e alla Campania mediante la valle del Melandro. A sud confina con le colline che circondano il monte Arioso, a ovest è delimitato dal torrente Melandro, a est dal fiume Noce, a nord dal fiume Platano.
Il comune confina con Tito (5,4 km), Sant'Angelo Le Fratte (6,7 km), Sasso di Castalda (7,2 km), Brienza (7,4 km) e Savoia di Lucania (7,8 km), comuni che fanno parte della Comunità montana del Melandro.
Situato a circa 653 m sul livello del mare, è classificato come comune montano. Il territorio si estende su una superficie di circa 33,02 km2. Il territorio del comune risulta compreso tra i 483 m e i 1063 m sul livello del mare, con un'escursione altimetrica complessiva pari a 580 m.
Presso il bosco Ralle a sud del paese, sono presenti alcuni laghetti artificiali, dove è possibile anche praticare la pesca sportiva.

#### Terremoti
- Classificazione sismica: zona 1 (sismicità alta), Ordinanza PCM 3274 del 20/03/2003

Satriano di Lucania si trova in una zona ad alto rischio sismico. Sono frequenti le piccole scosse di terremoto: nel raggio di 30 km si verificano all'incirca 2 eventi al mese, di magnitudo inferiore al grado 3 della scala Richter. Storicamente si sono verificati all'incirca 29 eventi sismici di grande portata negli ultimi 2000 anni, in un raggio di 30 km da Satriano. Un evento rilevante fu il terremoto dell'Irpinia del 1980, di grado 6,9 Richter, con epicentro tra i comuni di Teora, Castelnuovo di Conza e Conza della Campania, a soli 45,48 km da Satriano. Il bilancio complessivo fu di circa 3000 morti e 8000 feriti, con interi paesi rasi al suolo, oltre 70.000 costruzioni distrutte in 600 comuni diversi.

### Clima
- Classificazione climatica: zona D, Decreto del PdR 412 del 26/08/1993[10]

La stazione meteorologica più vicina è quella di Picerno. Secondo i dati medi del trentennio 1961-1990, la temperatura media del mese più freddo, gennaio, si attesta a +3,5 °C, mentre quella del mese più caldo, agosto, è di +21,9 °C.
Le precipitazioni medie annue si aggirano sui 650 mm, distribuite mediamente in 90 giorni, con un picco tra l'autunno e l'inverno e un minimo estivo.
| PICERNO                            | Mesi | Mesi | Mesi | Mesi | Mesi | Mesi | Mesi | Mesi | Mesi | Mesi | Mesi | Mesi | Stagioni | Stagioni | Stagioni | Stagioni | Anno |
| PICERNO                            | Gen  | Feb  | Mar  | Apr  | Mag  | Giu  | Lug  | Ago  | Set  | Ott  | Nov  | Dic  | Inv      | Pri      | Est      | Aut      | Anno |
| ---------------------------------- | ---- | ---- | ---- | ---- | ---- | ---- | ---- | ---- | ---- | ---- | ---- | ---- | -------- | -------- | -------- | -------- | ---- |
| T. max. media (°C)                 | 6,4  | 7,6  | 10,3 | 14,3 | 19,0 | 23,4 | 26,9 | 27,1 | 22,7 | 17,3 | 11,8 | 8,3  | 7,4      | 14,5     | 25,8     | 17,3     | 16,3 |
| T. min. media (°C)                 | 0,7  | 1,2  | 3,1  | 6,3  | 9,9  | 13,9 | 16,4 | 16,7 | 13,7 | 9,8  | 5,6  | 2,7  | 1,5      | 6,4      | 15,7     | 9,7      | 8,3  |
| Precipitazioni (mm)                | 78   | 42   | 58   | 62   | 40   | 35   | 20   | 21   | 37   | 60   | 93   | 106  | 226      | 160      | 76       | 190      | 652  |
| Giorni di pioggia                  | 10   | 7    | 9    | 8    | 6    | 6    | 3    | 2    | 5    | 8    | 12   | 14   | 31       | 23       | 11       | 25       | 90   |
| Eliofania assoluta (ore al giorno) | 2,8  | 3,9  | 4,0  | 5,2  | 7,3  | 8,4  | 9,7  | 9,1  | 6,6  | 5,5  | 3,8  | 3,0  | 3,2      | 5,5      | 9,1      | 5,3      | 5,8  |

## Origini del nome
Il nome originario Pietrafesa deriva probabilmente dalle caratteristiche geomorfologiche del luogo su cui sorgeva.

## Storia

Antica foto della chiesa vecchia

Non si hanno date certe sulle origini di Satriano; l'insediamento antico, che si estende tra il pianoro dell'altura occupata dalla Torre e le sue scoscese pendici, è inserito in un suggestivo ambiente naturale a dominio di un vasto comprensorio territoriale. Questo sito ha da sempre rivestito una posizione strategica di primo piano lungo il percorso che metteva in collegamento la costa ionica con quella tirrenica, costituendo un crocevia di popoli e culture anche molto varie tra loro. I fenomeni di antropizzazione, riscontrati nell'area, riportano all'Età del Bronzo con una continuità di occupazione del territorio che arriva fino al basso Medioevo. Nel XII secolo si attesta una fase di grande importanza del sito collegabile verosimilmente alla presenza di una prestigiosa sede vescovile. Numerose fonti, comunque, attribuiscono almeno 900 anni di vita al piccolo borgo lucano. Nel XII secolo infatti, anno in cui si hanno le prime notizie di sviluppo dell'abitato, l'antica "Pietrafesa" sorgeva su una roccia denominata "Castello". Il paese, insieme a Satrianum, era parte di un unico contado, come si evince dal registro del servizio feudale delle province napoletane. Tuttavia fino ad allora il borgo era costituito essenzialmente da una cultura agricola molto primitiva e poco avanzata. Fu dominio della famiglia Pietrafesa che ne assunse propriamente il nome e lo rese autonomo dalla contea di Satrianum la quale, in seguito e per ordine della regina Giovanna fu attaccata e distrutta per vendicarsi sugli abitanti a causa di un affronto subito. A questo proposito sono riportate due circostanze: da un lato l'amore non corrisposto da parte del Baronetto presso cui la regina era ospite, innamorato della damigella di corte Seal, dall'altro il rapimento da parte degli abitanti del luogo di una giovane donna proveniente dalla Puglia, scelta dalla corte. Successivamente il feudo fu venduto ai Caracciolo altra importante realtà nobiliare di Napoli, che lo tennero in proprietà fino all'abolizione dei diritti feudali, in forza alle leggi napoleoniche della prima metà dell'Ottocento. Il demanio comunale venne quindi accorpato al resto dell'abitato e ceduto a ricchi signori del posto e delle zone limitrofe. Va considerato in tale scenario di soprusi territoriali e demaniali il forte contrasto del popolo pietrafesano prima contro i nobili e il clero e successivamente contro la nuova classe borghese di proprietari che si sostituì al dominio dei ricchi feudatari. Nel frattempo, il centro abitato continuava ad espandersi portando i suoi confini oltre le rive del fiume Melandro e poggiandosi anche sulle altre due "rocce": il Piesco e Madonna della Rocca. Si tratta del periodo d'oro di crescita del Borgo, nella metà del 1800 la popolazione sfiorò i 3 000 abitanti e nonostante il terremoto di 7 anni dopo l'aspetto demografico non ebbe, fortunatamente, gravi ripercussioni.
Qualche anno dopo la denominazione del comune cambiò da "Pietrafesa" a "Satriano di Lucania" per rafforzare il legame demografico-culturale esistente tra le due località lucane.

### Simboli
Blasonatura stemma:
Lo stemma di Satriano non ha mai subito forti trasfigurazioni nel corso dei secoli; ciononostante, è stato più volte oggetto di studio per carpirne le origini e il significato. Sembra che inizialmente lo stemma del comune fosse costituito da due torri poste su due montagne, sovrastate da 3 stelle. Soltanto in seguito furono aggiunte le tre spighe di grano intrecciate, al disotto delle torri e separate da queste da una banda bianca. Nel corso dei decenni pochissimi sono stati gli studi riferiti a questo antico blasone. Da un punto di vista araldico e significativo, sembra che le torri indichino l'appartenenza demografica e culturale, del popolo satrianese (o meglio pietrafesano) all'antica città di Satrianum, ormai distrutta. Le tre spighe intrecciate sono, sempre in base a vaghe interpretazioni, emblema e raffigurazione della tradizione agricola cui si è basata, non solo ieri ma ancora oggi, la cucina, e più in generale, tutta l'economia del paese.
Blasonatura gonfalone:

## Monumenti e luoghi d'interesse

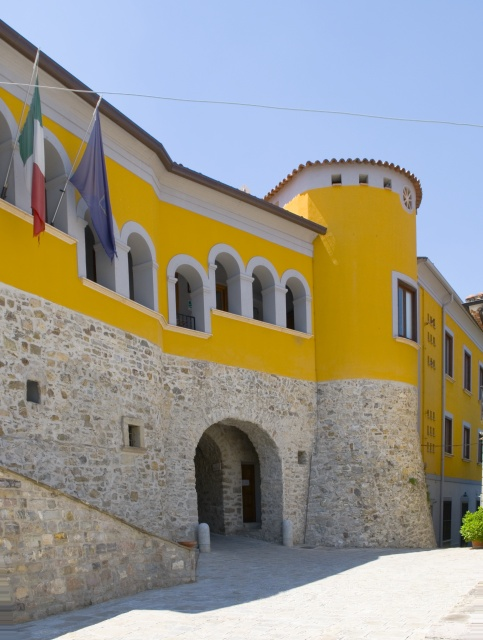
Palazzo Loreti, sede del municipio.

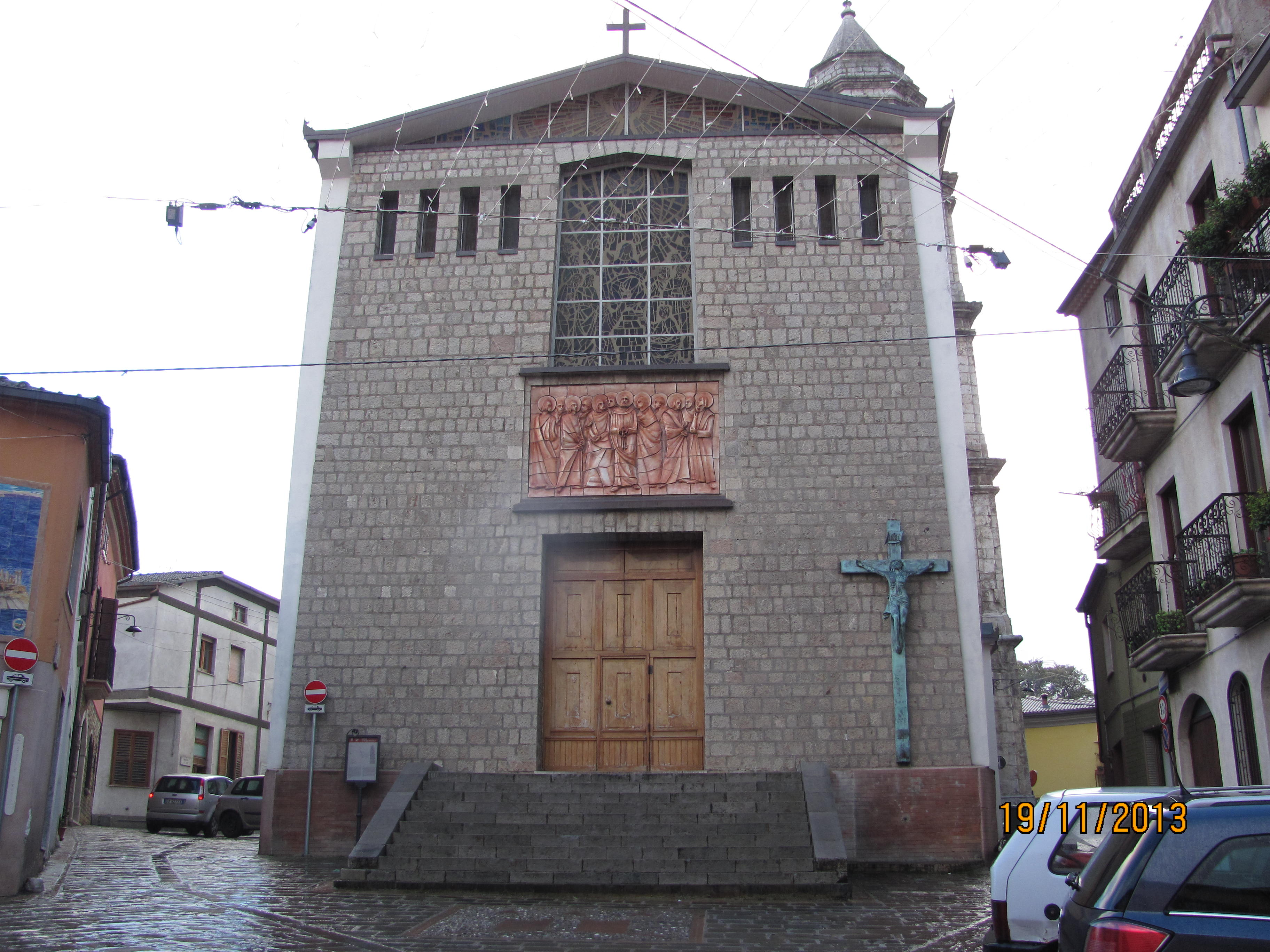
Facciata della chiesa Madre

- Rovine di Satrianum, antico centro lucano, di origine dell'Età del bronzo, importante roccaforte Normanna e sede vescovile.
- Chiesa Santa Maria di Costantinopoli (XII-XIII secolo), la chiesa più antica del borgo, comunemente chiamata "chiesa vecchia", caratterizzata da una torre medievale a base quadrata e un'interessate soffittatura, a capriate in legno.[15]

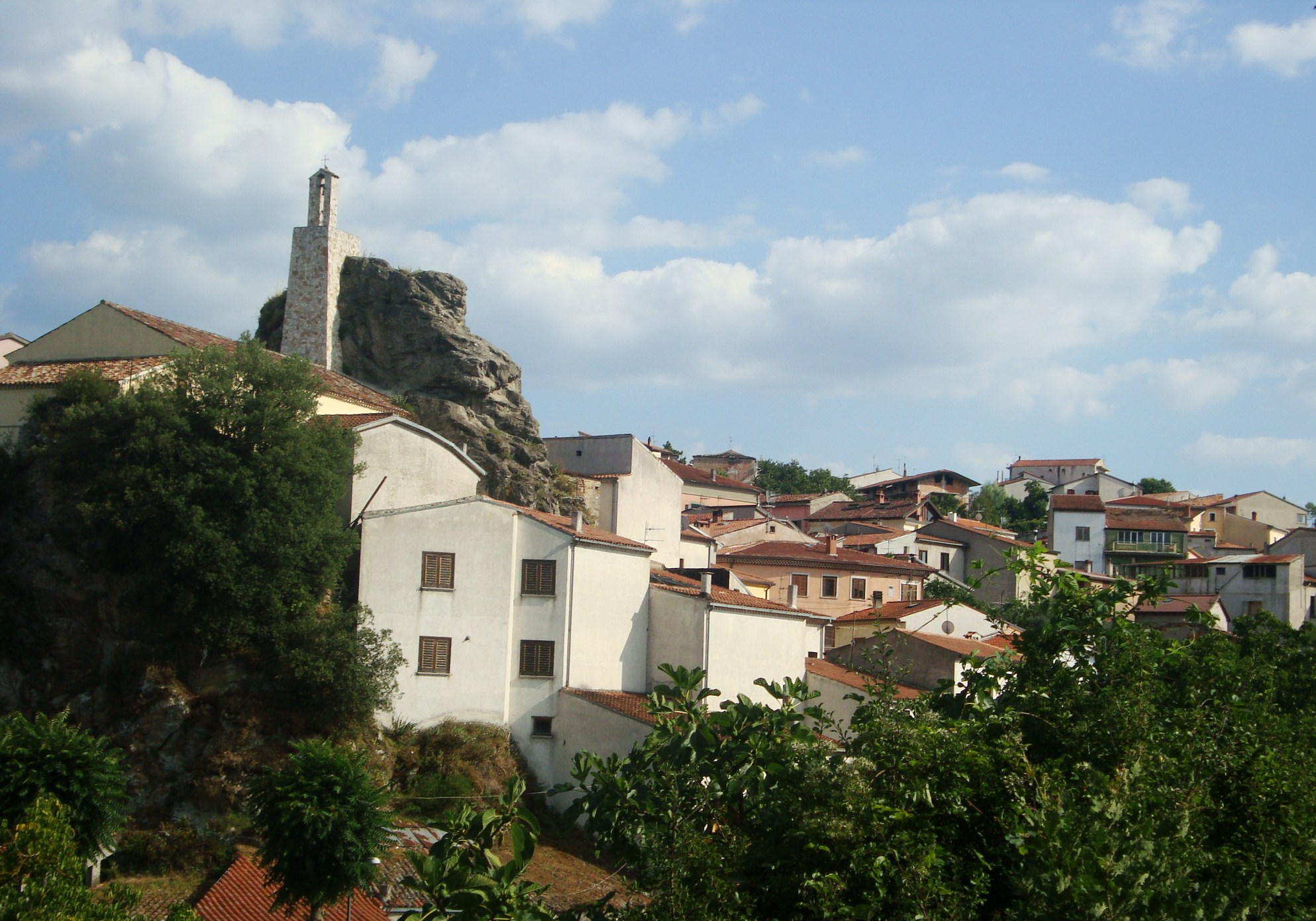
Campanile della chiesa della Madonna della Rocca.

- Chiesa Madre San Pietro Apostolo, ricostruita completamente su progetto dell’architetto Giulio De Luca intorno al 1950, con un notevole soffitto a ventaglio. È affiancata dalla torre campanaria, progettata dall'allora vescovo di Satriano, Juan Caramuel y Lobkowitz.

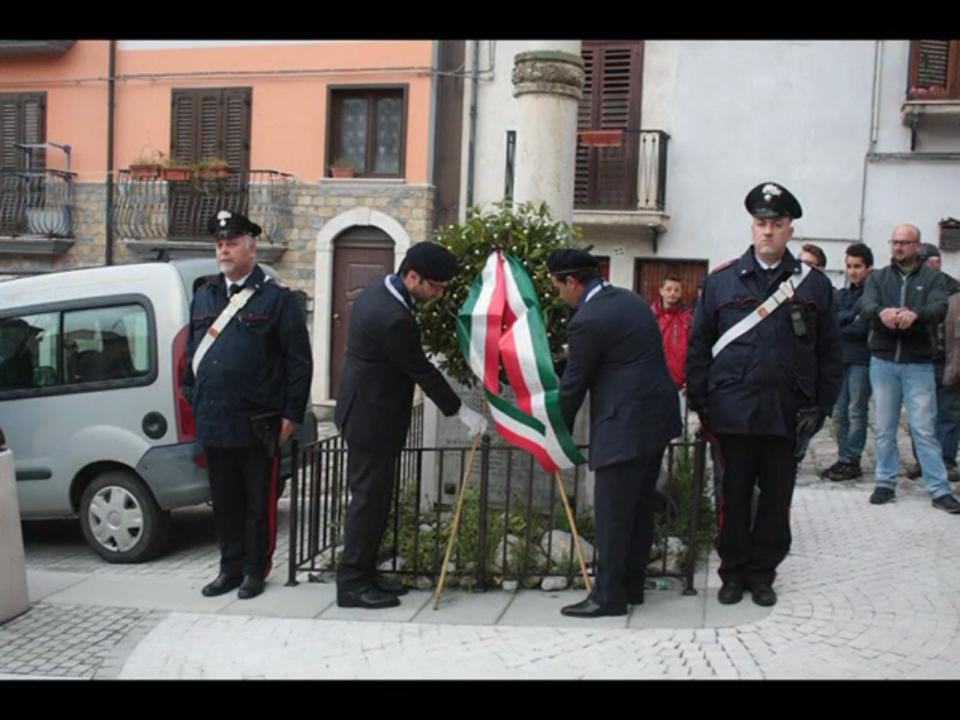
Monumento ai caduti

- Chiesa della Madonna della Rocca, cappella quattrocentesca dedicata originariamente alla Madonna della Natività, la cui particolarità sta nell'essere un tutt'uno con la roccia.[15]
- Chiesa di San Giovanni Battista, ristrutturata in seguito al sisma del 1980, al suo interno sono conservati affreschi realizzati nel 1626 da Giovanni De Gregorio.[15]
- Santuario Madonna delle Grazie, restaurato a cura della "Soprintendenza ai monumenti di Potenza", che costituisce la meta dei festeggiamenti in onore della Madonna delle Grazie, il 2 luglio.
- Cappella di San Donato, contenente l'icona del santo vescovo ed ulteriori statue lignee.
- Rocca Duca di Poggiardo, noto comunemente come Castello, è l'attuale sede del Museo Multimediale "Il Palco dei Colori" e della Biblioteca Comunale "C. D'Araio".
- Palazzo Loreti(XVI secolo), antico palazzo appartenente ad una ricca famiglia del Settecento, attuale sede del municipio. Nei locali adiacenti sono stati allestiti il Museo della Civiltà Contadina e il Museo Archeologico Satriano Antica.
- Palazzo Pignatelli (1542), presenta un pregevole portale.
- Ex Palazzo Abbamonte(XVII secolo) di cui ciò che rimaneva dell'antico edificio, attraverso un intervento di recupero, è stato realizzato un nuovo immobile polifunzionale, recuperando sulla facciata principale due barbacani in pietra, l'antico portale e le sue mura, l'arco e il pozzo in pietra interni nel cortile, due finestre, due lesene e due putti, destinando la restante area a piazza.
- Anfiteatro Porticelle, costruito nel 2006.
- Teatro Comunale A. Anzani, costruito recuperando una zona adibita anticamente a discarica, attualmente rappresenta un interessante centro culturale dove si tengono importanti rassegne teatrali, convegni, presentazioni di libri ed eventi. Nella parte superiore del teatro si trova Piazza Garibaldi, che ospita al centro un mosaico di recente fattura che riprende l'immagine di Dio del pittore locale Giovanni De Gregorio, detto il Pietrafesa.
- Pepem Fabuleum, esposizione multimediale sul peperoncino.

### Murales

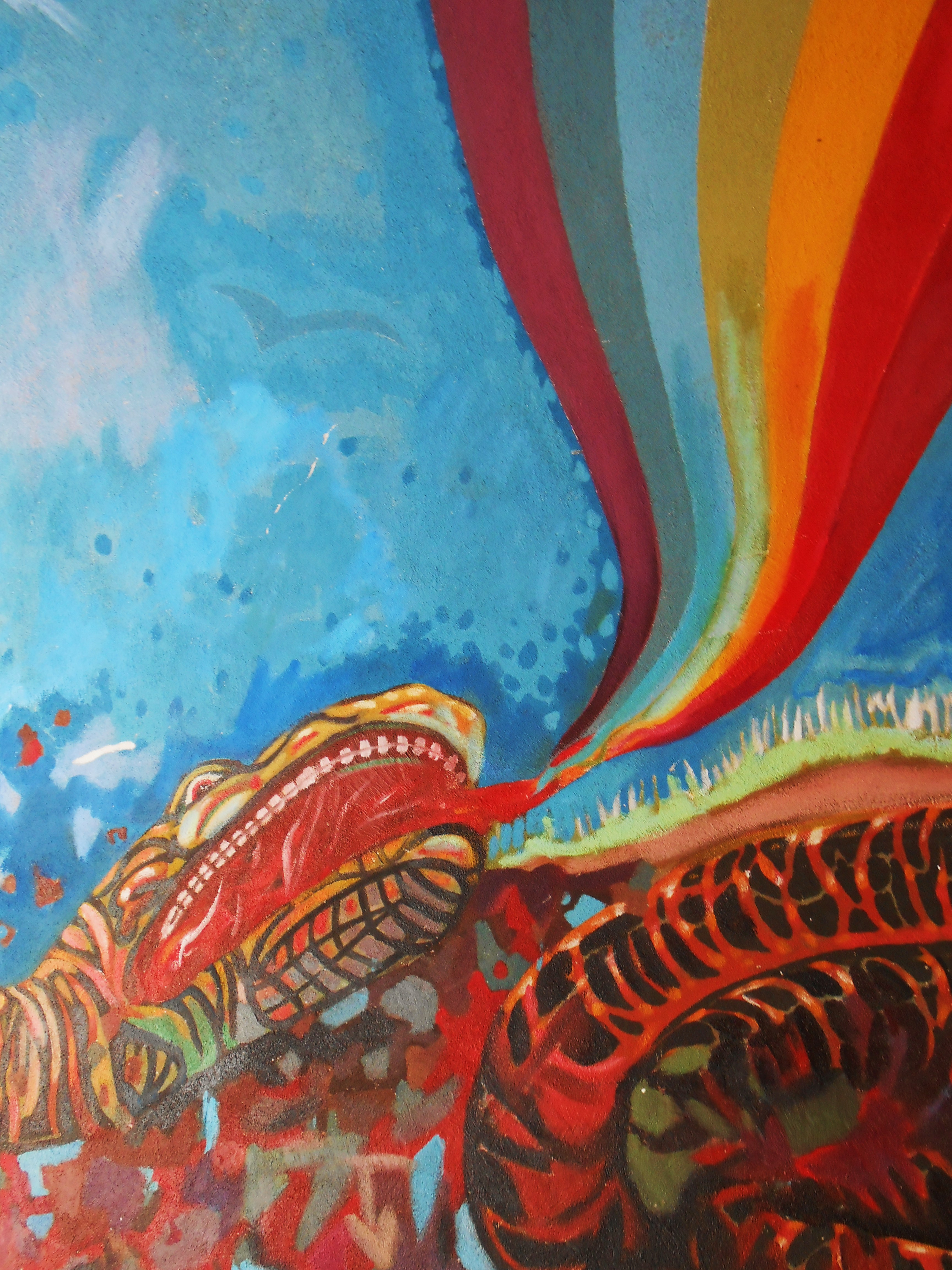
Particolare di Murales nel centro storico

Satriano di Lucania è particolarmente noto per il suo vasto patrimonio artistico legato ai cosiddetti "Murales" che rappresentano l'effigie vera e propria del paese.
Nati lo scorso secolo, condizionati dall'eredità culturale lasciata da Giovanni De Gregorio sono stati poi promossi e riqualificati dall'amministrazione comunale perché estesi sui muri e le case di tutto il centro abitato. Questi veri e propri affreschi, vengono dipinti a mano da pittori professionisti dell'associazione "Arte per la Valle", composta da artisti quali Luciano La Torre, presidente dell'associazione, Sabato Rea, Francesco Costanzo, Gian Carlo Costantini e molti altri.
Al 2019, si contano oltre 400 murales, sparsi tra il centro storico e le zone limitrofe.

## Società

### Evoluzione demografica
Abitanti censiti

### Etnie e minoranze straniere
Al 31 dicembre 2017, secondo l'ISTAT, a Satriano di Lucania risultano residenti 102 cittadini stranieri. La nazionalità più rappresentata è quella marocchina con 59 cittadini.

### Tradizioni e folclore

#### Carnevale

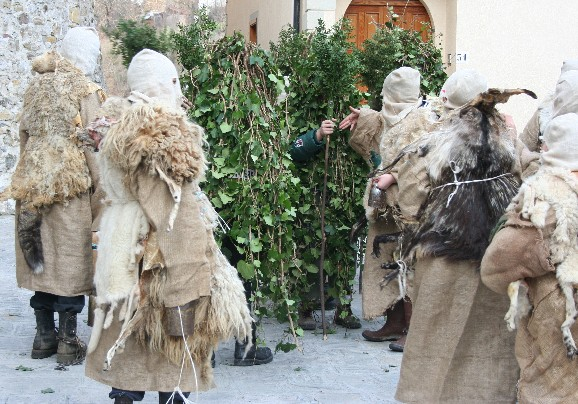
L'orso e l'eremita, maschere tradizionali del Carnevale di Satriano

Manifestazione particolarmente sentita del paese è quella del carnevale, che viene festeggiato attraverso le tre maschere tipiche locali: l'eremita, l'orso e la quaresima. Queste figure vanno in giro a chiedere doni e regali alle case della gente per tutto il periodo di Carnevale. Sono caratterizzati da comportamenti diversi l'un dall'altro: l'orso usa intimidire il passante con le proprie campane e la propria stazza mentre l'eremita punzecchia fastidiosamente con il suo bastone di ginestre. La quaresima invece, personaggio sicuramente più passivo in confronto agli altri due, passeggia indisturbata per le vie del comune con una culla sulla chioma, a rappresentare il carnevale ormai finito.
È annoverato tra le più importanti manifestazioni della Regione nonché d'Italia.

### Religione
La maggioranza della popolazione è di religione cristiana di rito cattolico; il comune appartiene all'Arcidiocesi di Potenza-Muro Lucano-Marsico Nuovo, con una parrocchia.

## Cultura

### Musei

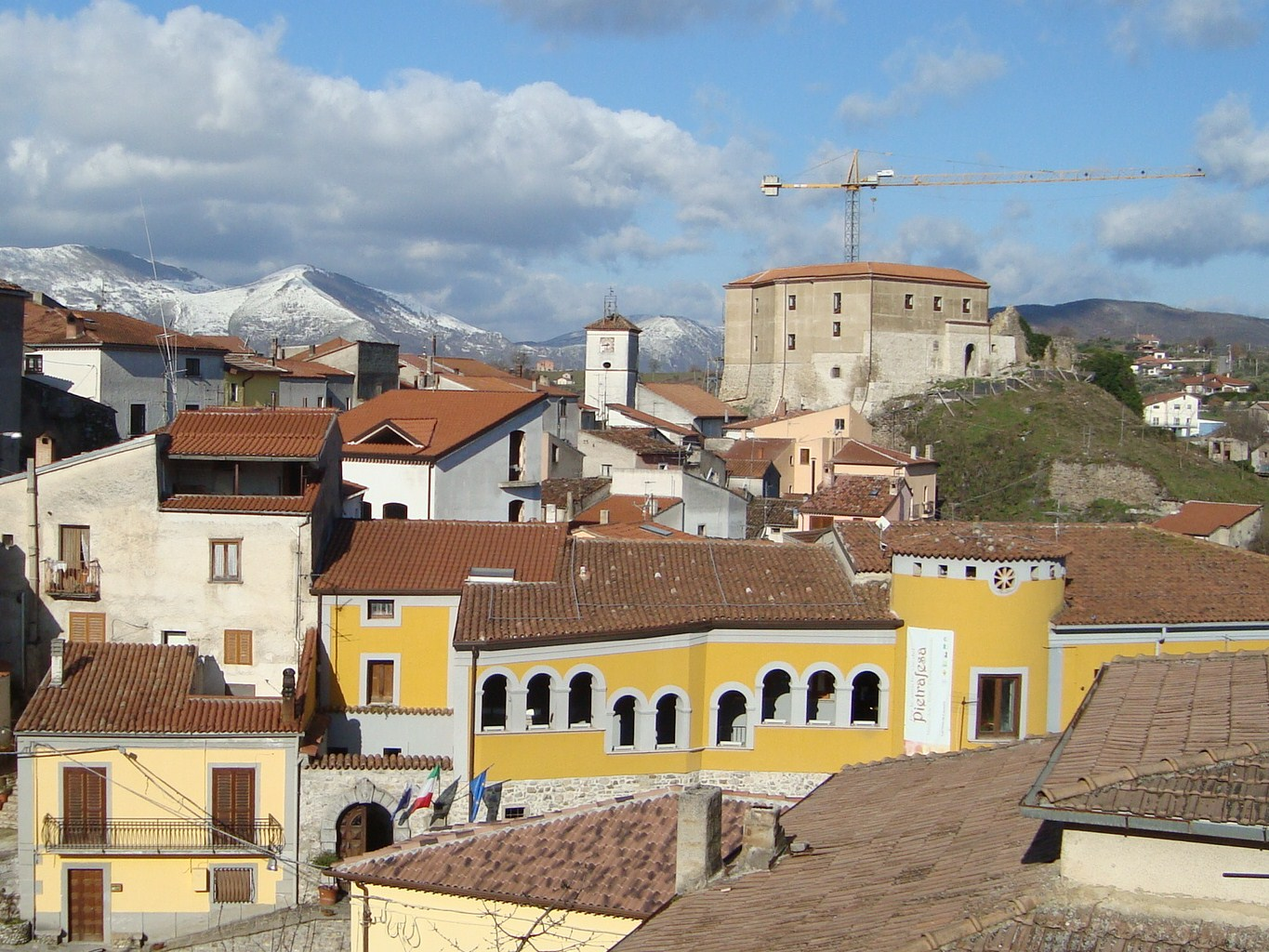
Lavori di restauro alla Rocca Duca di Poggiardo, in cui è attualmente allestito il museo multimediale "Il Palco dei Colori"

- Museo archeologico Satriano Antica, presso il palazzo Loreti.[25]
- Museo della civiltà contadina, adiacente al palazzo Loreti.[25]
- Museo multimediale "Il Palco dei Colori", allestito presso la Rocca Duca di Poggiardo. Il museo multimediale ricostruisce in alcune sale il percorso artistico di Giovanni De Gregorio, nativo di Pietrafesa (antico nome dell'attuale Satriano di Lucania). Negli altri ambienti è possibile approfondire le evidenze archivistiche legate al pittore attraverso un libro digitale e scoprire vita e opere di poeti, letterati, musici, inquisitori, ecclesiastici e artisti che hanno fatto grande il nome della Lucania del Seicento.[26]

### Cinema
- Passannante, regia di Sergio Colabona (2011). È un film storico incentrato sulla figura dell'anarchico Giovanni Passannante e la controversa vicenda della sua sepoltura.[27]
- Alberi, regia di Michelangelo Frammartino (2013). Si tratta di una cine-installazione, presentata al MOMA di New York in occasione del Tribeca Film Festival 2013, che racconta la remota quotidianità dei Romiti, maschera tipica del carnevale satrianese.[28]

### Musica

La banda nel 1912

La banda alla festa nazionale del 4 Novembre 1933

La banda musicale di Satriano ha avuto origini antiche. Sebbene si riscontrino tracce della sua esistenza già nel XIX secolo, le prime prove certe sono testimoniate da una foto risalente al 1912, dove il concerto musicale era costituito da oltre venti componenti. Altre istanze visive risalgono agli anni trenta e, più recentemente, agli anni novanta. Attualmente, dopo il definitivo scioglimento avvenuto verso il 2000, la città non dispone più della banda.

### Cucina
La cucina tipica di Satriano si colloca all'interno della tradizione lucana, si basa quindi su un'economia prettamente rurale.

#### Primi piatti

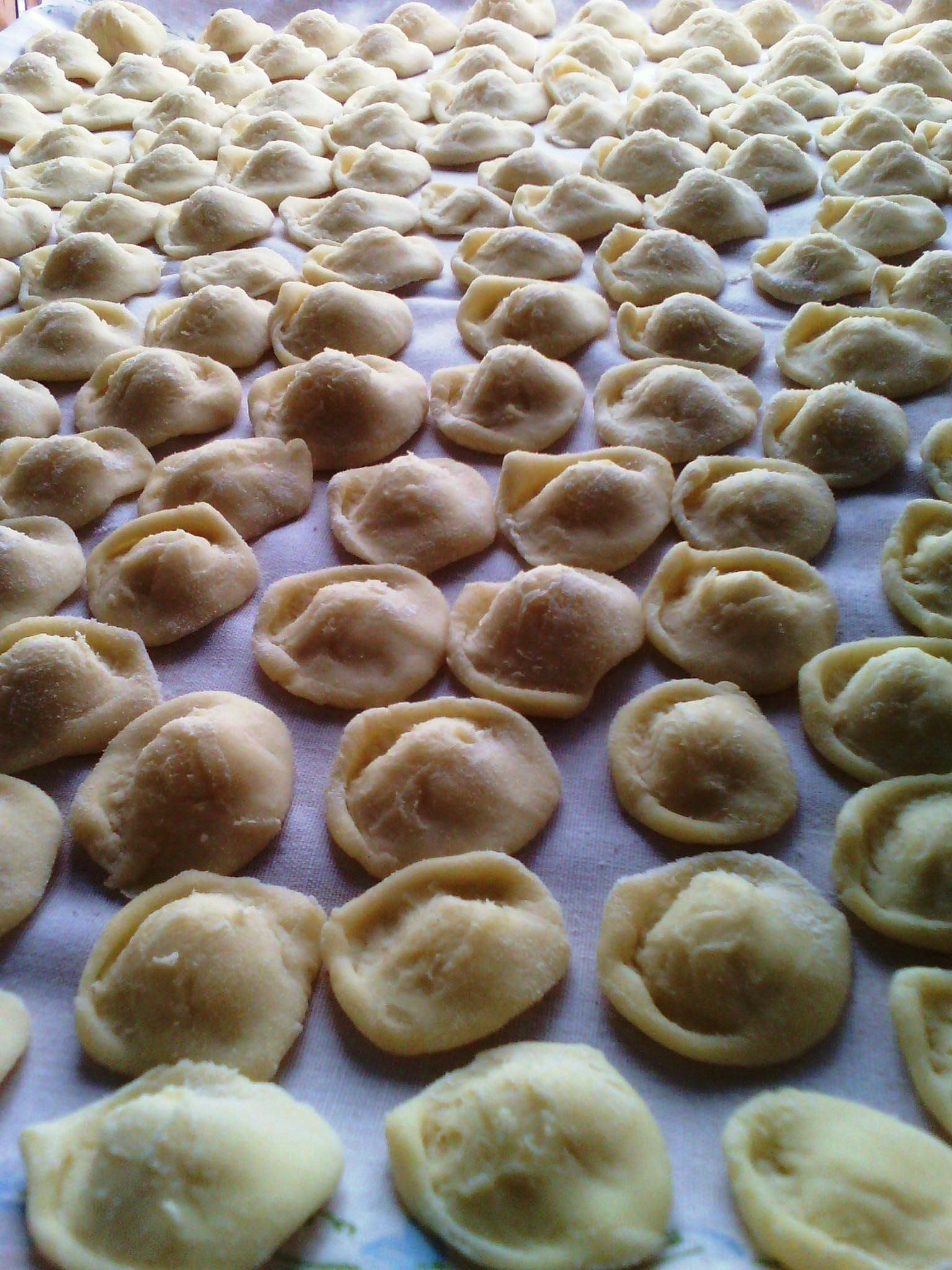
Orecchiette fatte in casa.

Tra i primi piatti tipici troviamo i cavatelli fatti a mano, le orecchiette, i fusilli accompagnati da un sugo di salsicce locali e una grattata di ricotta salata. le tagliatelle "la'aned" con fagioli o ceci, e la minestra di cavoli con l'osso di prosciutto.
Un piatto caratteristico sono i ravioli, riempiti con ricotta, uova, formaggio locale, salumi, asparagi, da condire con sughi e salse di vario genere.

#### Secondi e contorni
I secondi piatti sono principalmente arrosti preparati con carni di agnello e capretto, ma anche coniglio, vitello o maiale.

La specialità di Satriano di Lucania è il coniglio ripieno, in dialetto locale: "lepr chin".
Come secondi vengono serviti anche gli insaccati (salsiccia, soppressata, capicollo, pancetta) e i prodotti caseari (mozzarelle, caciocavallo, provolone, toma, ricotta fresca e salata). Particolarmente apprezzate sono la frittata con i "lampascioni" e la frittata con asparagi selvatici, prodotti naturali locali raccolti tradizionalmente nei campi.
Molto diffuso è l'utilizzo di peperoni e peperoncini: sono famosi i "peperoni cruschi", peperoni secchi da saltare in padella. I peperoni vengono anche conservati nell'aceto, per poi venire preparati con un ripieno di mollica, aglio e acciughe. Un prodotto di spicco della tradizione satrianese sono le "patat hrell": patate bollite e condite con olio o lardo, aglio e peperoncino.

#### Piatti unici
"P'zent" con Verza: per "P'zent" si intende un tipico insaccato locale, simile alla salsiccia, così chiamato perché fatto con carni innervate (ritenute di qualità inferiore) e cotica: viene fatto cuocere insieme alla verza accanto alle braci del camino, in un tipico recipiente di terracotta, la "pignata". L'"acquasale", ricetta povera della tradizione, si versa su fette di pane raffermo con l'aggiunta di una spruzzata di ricotta salata.

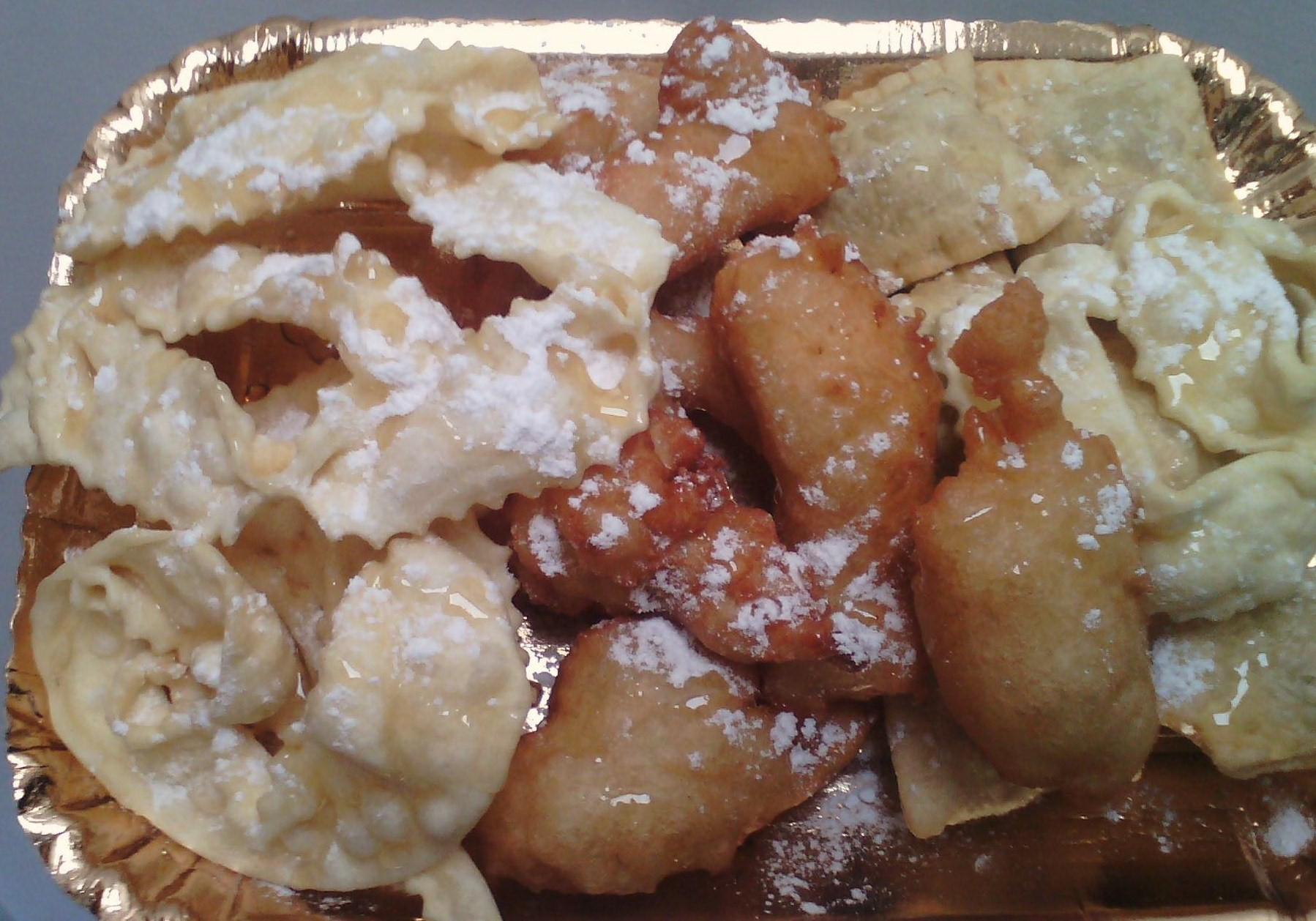
Dolci tipici: nocche, rospi, "b'cnott".

"Pasta i fasul": ricetta a base di pasta e fagioli. È un piatto tipico di alcune feste come san Rocco.

#### Dolci e pizze
La ricetta tipica pasquale è la caratteristica "pizza chiena": una pizza rustica salata fatta con impasto di formaggio stagionato, toma, uova e salame.
Tra i dolci tipici si annoverano le nocche, i rospi, le "zeppl" di San Giuseppe e i ravioli dolci, fagottini con farina di castagna, chiamati "b'cnott". I prodotti da forno principali sono: pane, biscotti, freselle, taralli, spesso insaporiti con semi di finocchietto selvatico.

### Manifestazioni artistiche
- La foresta che cammina[33]
- Lucania Etno Folk[34]
- Per le antiche vie del Pietrafesa[35]

## Geografia antropica

### Frazioni
Oltre al centro storico, l'abitato si estende in alcune contrade: Contrada Canonica, Contrada Isca, Contrada Pantanelle-Campo di Rato, Contrada Piano dei Prati, Contrada Serra, Contrada Vigna la Noce.
In base allo statuto comunale, le frazioni di Satriano di Lucania sono:
- Contrada Pantanelle: 93 abitanti, 780 m s.l.m.[37]
- Contrada Isca: 52 abitanti, 500 m s.l.m.[37]
- Contrada Torre.

## Economia
L'economia si basa sull'agricoltura e sul terziario. Il comune è affiliato all'associazione "Borghi autentici d'Italia", e per la gestione ecosostenibile del territorio fa parte dell'Associazione dei Comuni Virtuosi.

## Infrastrutture e trasporti

### Principali arterie stradali
- Strada statale 95 di Brienza
- Strada provinciale 145 Isca - Polla[40]

## Amministrazione
Segue l'elenco dei sindaci di Satriano:
| Periodo        | Periodo        | Primo cittadino    | Partito      | Carica  | Note   |
| -------------- | -------------- | ------------------ | ------------ | ------- | ------ |
| 24 giugno 1985 | 23 maggio 1990 | Vincenzo Giuliano  | lista DC     | Sindaco | [ 41 ] |
| 23 maggio 1990 | 24 aprile 1995 | Vincenzo Giuliano  | lista DC     | Sindaco | [ 41 ] |
| 24 aprile 1995 | 14 giugno 1999 | Vincenzo Giuliano  | lista civica | Sindaco | [ 41 ] |
| 14 giugno 1999 | 14 giugno 2004 | Vincenzo Giuliano  | lista civica | Sindaco | [ 41 ] |
| 14 giugno 2004 | 8 giugno 2009  | Michele Miglionico | lista civica | Sindaco | [ 41 ] |
| 8 giugno 2009  | 25 maggio 2014 | Michele Miglionico | lista civica | Sindaco | [ 41 ] |
| 26 maggio 2014 | 26 maggio 2019 | Vincenzo Pascale   | lista civica | Sindaco | [ 41 ] |
| 27 maggio 2019 | 9 giugno 2024  | Umberto Vita       | lista civica | Sindaco | [ 41 ] |
| 9 giugno 2024  | in carica      | Umberto Vita       | lista civica | Sindaco | [ 41 ] |

### Gemellaggi
- Diamante (Italia), dal 2012[42][43]

Diamante, murale nel centro storico.

Satriano di Lucania e Diamante hanno tanto in comune, a partire dai murales: entrambi ospitano nel centro storico affreschi e pitture rappresentative. Un altro punto d'incontro tra le due comunità è il peperoncino, prodotto tipico della Calabria, ma diffuso anche a Satriano, dove ha sede la "Delegazione Accademica
del peperoncino dell'Appennino Lucano". Il gemellaggio è stato un'occasione di scambio culturale da tutti i punti di vista: i pittori di "Arte per la Valle" hanno donato un murale a Diamante, per celebrare l'unione dei due comuni. Successivamente a Satriano si è svolto il "PEPERONcino FEST", una manifestazione in onore del peperoncino con mercatini con espositori lucani e calabresi, animazione, musica e balli della tradizione lucana.
- Montevideo, dal 2014[46][47][48]

### Altre informazioni amministrative
Il comune fa parte della Comunità montana Melandro e del Parco nazionale dell'Appennino Lucano-Val d'Agri-Lagonegrese.